# Hans-Christian Sachse
Hans-Christian Sachse (* 1. April 1947 in Dessau) ist ein deutscher Politiker der SPD. Er war von 1994 bis 2002 sowie von 2003 bis zur Landtagswahl 2006 Mitglied im Landtag von Sachsen-Anhalt.

## Leben
Nach seinem Schulabschluss 1963 begann Sachse eine dreijährige Lehre zum Elektromechaniker. Er graduierte 1971 zum Ingenieur für elektrische Energieanlagen und 1981 zum Diplom-Ingenieur für Elektrotechnik. 
Zwischen 1971 und seinem Einzug in den Landtag 1994 arbeitete Sachse als Anlagenplaner für Stromversorgungsnetze in den (ab 1990 ehemaligen) Bezirken  Leipzig und  Halle. 2003 war Sachse in der Unternehmensorganisation bei den Dessauer Versorgungs- und Verkehrsgesellschaft mbH (DVV) tätig. Sachse ist stellvertretender Vorsitzender der AWO Sachsen-Anhalt.
Sachse ist verheiratet und hat ein Kind.

## Politik
Sachse trat im Januar 1990 in die Sozialdemokratische Partei in der DDR (SDP) ein und war von 1990 bis 2007 Mitglied im Stadtrat von Dessau.
Er war Mitglied im Landtag von 1994 bis zur Landtagswahl 2002 und rückte im Dezember 2003 für Jürgen Heyer nach.
Hier vertrat er den Wahlkreis Dessau I. Sachse war Mitglied im Ausschuss für Umwelt und im Ausschuss für Wohnungswesen, Städtebau und Verkehr, dessen Vorsitzender er von 1998 bis 2002 war.
Sachse unterlag bei der Landtagswahl am 26. März 2006 mit 21,3 % dem Kandidaten der CDU Jens Kolze (32,9 %).